# Misión de las Naciones Unidas en Sierra Leona
La Misión de las Naciones Unidas en Sierra Leona ( UNAMSIL ) fue una operación de mantenimiento de la paz de las Naciones Unidas en Sierra Leona desde 1999 hasta 2006.  Fue creado por el Consejo de Seguridad de las Naciones Unidas en octubre de 1999 para ayudar en la implementación del Acuerdo de Paz de Lomé , un acuerdo destinado a poner fin a la guerra civil de Sierra Leona .  La UNAMSIL se expandió en tamaño varias veces en 2000 y 2001.  Concluyó su mandato a fines de 2005, habiendo declarado el Consejo de Seguridad que su misión había concluido.
El mandato fue notable por autorizar a la UNAMSIL a proteger a los civiles bajo la amenaza inminente de violencia física (aunque "dentro de sus capacidades y áreas de despliegue"), un retorno a un estilo más proactivo de mantenimiento de la paz de la ONU.   
La UNAMSIL sustituyó a una misión anterior, la Misión de Observadores de las Naciones Unidas en Sierra Leona (UNOMSIL) .  Después de 2005, la Oficina Integrada de las Naciones Unidas en Sierra Leona (UNIOSIL) comenzó a funcionar como seguimiento de la UNAMSIL.  El mandato de UNIOSIL se extendió dos veces y terminó en septiembre de 2008. 

## Antecedentes del conflicto
La guerra civil comenzó con la campaña de 1991 del Frente Revolucionario Unido (RUF) para eliminar al presidente Joseph Momoh del poder.  El comercio ilícito de diamantes jugó un papel central en la financiación del conflicto y múltiples actores estuvieron presentes con intervención externa para ambas partes.  La Comunidad Económica de los Estados de África Occidental (CEDEAO) envió a su Grupo de Observadores Militares (ECOMOG) para defender al gobierno de Momoh en 1991.  Tras una solicitud del jefe de Estado de Sierra Leona, el Secretario General de las Naciones Unidas envió una misión exploratoria a Sierra Leona en diciembre de 1994.  Los resultados de la misión impulsaron el nombramiento de Berhanu Dinka como Enviado Especial, quien trabajó con la CEDEAO y la Organización de la Unidad Africana (OUA) para negociar un acuerdo de paz.  No obstante, las negociaciones de paz intermitentes no lograron evitar los golpes de estado y varios cambios de régimen durante la siguiente década.  El Acuerdo de Paz de Abiyán fue un esfuerzo entre el presidente de Sierra Leona, Ahmad Tejan Kabbah, y el líder del FRU, Foday Sankoh , pero al final los resultados no fueron respetados y Kabbah se enfrentó a un golpe militar meses después.  La Resolución 1181 del Consejo de Seguridad de las Naciones Unidas en julio de 1998 estableció la Misión de Observadores de las Naciones Unidas en Sierra Leona (UNOMSIL) con el objetivo de monitorear la situación de seguridad por un período inicial de seis meses.  A principios de enero de 1999, los rebeldes del RUF atacaron y obtuvieron el control sobre varias áreas en Freetown, la capital de Sierra Leona, pero fueron expulsados rápidamente por el ECOMOG.  El acuerdo de paz de Lomé fue firmado por los beligerantes el 7 de julio de 1999, centrado en la amnistía para los combatientes y la transformación del FRU en un partido político.

## Autorización
El 20 de agosto de 1999, la ONU aumentó el número de observadores militares en Sierra Leona de 70 a 210.  La UNAMSIL se estableció el 22 de octubre de 1999 y la presencia de la ONU se amplió a 260 observadores militares y 6.000 efectivos militares.  Como parte de la resolución 1207 del Consejo de Seguridad, la UNAMSIL se propuso asistir en la implementación de los Acuerdos de Lomé.  La UNAMSIL se diseñó originalmente como una fuerza neutral de mantenimiento de la paz que trabajaba en conjunto con el ECOMOG, cuya responsabilidad era la aplicación del acuerdo de paz.  La UNAMSIL se basó en la presencia del ECOMOG, que fue amenazado cuando el presidente de Nigeria, Obasanjo, presentó su intención de retirar las tropas.  El primer grupo de casi 500 soldados abandonó Sierra Leona solo unas semanas después de la resolución el 2 de septiembre de 1999 y aunque el ECOMOG detuvo la retirada poco después, ya se habían marchado unos 2.000 soldados nigerianos.

## Mandato
De acuerdo con la Resolución 1270 del Consejo de Seguridad, de 22 de octubre de 1999, que estableció la operación, la UNAMSIL tenía el siguiente mandato: 
- Cooperar con el Gobierno de Sierra Leona y las otras partes en el Acuerdo de Paz en la implementación del Acuerdo.
- Asistir al Gobierno de Sierra Leona en la implementación del plan de desarme, desmovilización y reintegración.
- Con ese fin, establecer una presencia en lugares clave en todo el territorio de Sierra Leona, incluidos los centros de desarme / recepción y los centros de desmovilización.
- Garantizar la seguridad y la libertad de circulación del personal de las Naciones Unidas.
- Para vigilar el cumplimiento del alto el fuego de conformidad con el acuerdo de alto el fuego[6] (cuya firma fue presenciada por Jesse Jackson )
- Alentar a las partes a crear mecanismos de fomento de la confianza y apoyar su funcionamiento.
- Facilitar la prestación de asistencia humanitaria.
- Para apoyar las operaciones de los funcionarios civiles de las Naciones Unidas, incluido el representante Especial del Secretario General y su personal, los oficiales de derechos humanos y los oficiales de asuntos civiles
- Prestar apoyo, según se solicite, a las elecciones, que se celebrarán de conformidad con la constitución actual de Sierra Leona[7]

En febrero de 2000 se revisó el mandato para incluir las siguientes tareas: 
- Para proporcionar seguridad en lugares clave y edificios gubernamentales, en particular en Freetown , intersecciones importantes y aeropuertos principales, incluido el aeropuerto de Lungi
- Facilitar la libre circulación de personas, bienes y asistencia humanitaria a lo largo de vías específicas.
- Brindar seguridad en y en todos los sitios del programa de desarme, desmovilización y reintegración.
- Para coordinar y asistir a las autoridades policiales de Sierra Leona en el cumplimiento de sus responsabilidades
- Para guardar armas, municiones y otros equipos militares recolectados de los excombatientes y para ayudar en su eliminación o destrucción posterior[8]

## Estructura de la misión

### Fuerza
El mandato inicial de la UNAMSIL de octubre de 2000 requería 6.000 efectivos militares que luego se ampliaron a 11.000 cuando el Capítulo VII mejoró la misión para permitir que las tropas tengan capacidades de ejecución.  La UNAMSIL se amplió posteriormente a 13,000 efectivos en mayo de 2000 y finalmente se autorizó en marzo de 2001 a su fuerza máxima de 17,500 efectivos militares, incluidos 260 observadores militares y 170 efectivos policiales, según la resolución 1346 del Consejo de Seguridad.  La fuerza máxima de despliegue de la UNAMSIL se alcanzó en marzo de 2002 con 17.368 efectivos militares, 87 policías de las Naciones Unidas y 322 funcionarios civiles internacionales y 552 locales.
Representante especial del Secretario General y Jefe de Misión: 
| Daudi Ngelautwa Mwakawago | Tanzania    | Diciembre de 2003 - diciembre de 2005 |
| Alan doss                 | Reino Unido | Julio de 2003 - diciembre de 2003     |
| Oluyemi Adeniji           | Nigeria     | Diciembre de 1999 - julio de 2003     |

Comandante de la Fuerza y Jefe de Observación Militar: 
| Sajjad Akram       | Pakistán | Octubre de 2003 - septiembre de 2005   |
| Daniel Opande      | Kenia    | Noviembre de 2000 - septiembre de 2003 |
| Vijay Kumar Jetley | India    | Diciembre de 1999 - septiembre de 2000 |

Comisionado de Policía: 
| Hudson Benz   | Zambia | Marzo de 2003 - septiembre de 2005  |
| Joseph dankwa | Ghana  | Diciembre de 1999 - febrero de 2003 |

### Composición

#### Aportaciones de tropa
Los siguientes países proporcionaron personal militar: 
| Bangladés  | Bolivia | China    | Croacia   | Egipto      | Gambia   | Alemania   |
| Ghana      | Guinea  | India    | Indonesia | Jordania    | Kenia    | Kirguistán |
| Malaui     | Malasia | Nepal    | Nigeria   | Noruega     | Pakistán | Rusia      |
| Eslovaquia | Suecia  | Tanzania | Ucrania   | Reino Unido | Uruguay  | Zambia     |

Los siguientes países proporcionan personal policial:
| Australia | Bangladés | Camerún | Canadá      | Dinamarca      | Ghana   | India     |
| Jordania  | Kenia     | Malaui  | Malasia     | Mauricio       | Namibia | Nepal     |
| Níger     | Nigeria   | Noruega | Pakistán    | Rusia          | Senegal | Sri Lanka |
| Suecia    | Tanzania  | Turquía | Reino Unido | Estados Unidos | Zambia  | Zimbabue  |

#### Contribuciones financieras
El costo total estimado para esta misión es de $ 2.8 mil millones. 
Gastos: 
| 1 de julio de 1999 a 30 de junio de 2000 | $ 264.9 millones |
| 1 de julio de 2000 a 30 de junio de 2001 | $ 494.4 millones |
| 1 de julio de 2001 a 30 de junio de 2002 | $ 617.7 millones |
| 1 de julio de 2002 a 30 de junio de 2003 | $ 603.1 millones |
| 1 de julio de 2003 a 30 de junio de 2004 | $ 448.7 millones |
| 1 de julio de 2004 a 30 de junio de 2005 | $ 265.0 millones |

## Operación

### Desarme, desmovilización y reintegración (DDR)
Los programas de desarme, desmovilización y reintegración (DDR) para excombatientes fueron fundamentales para las resoluciones de paz en el contexto de Sierra Leona.  La primera fase de DDR que fue diseñada para ser llevada a cabo por el gobierno con la ayuda del ECOMOG y el PNUD fue interrumpida por un ataque rebelde en Freetown el 6 de enero de 1999.  La segunda fase, parte del Acuerdo de Lomé, creó un plan de operación conjunta entre múltiples actores para establecer centros de desmovilización.  Cerca de 19,000 combatientes fueron desarmados durante este período antes de los disturbios de mayo de 2000.  El desarme requería coordinación con los grupos y líderes en guerra, incluida la cooperación de Foday Sankoh.  La UNAMSIL consiguió centros de desarme y facilitó el registro de excombatientes en el programa de DDR. El UNICEF trabajó paralelamente a la UNAMSIL con la principal tarea de desmovilizar e integrar a los niños soldados que habían sido reclutados en grupos rebeldes.  Hubo interrupciones en los campamentos y en Freetown debido al retraso en el pago de los subsidios de DDR, pero hacia la última parte de la misión, el programa de DDR observó muchas mejoras, incluida una mejor difusión de la información.  La radio UNAMSIL fue un aspecto central de la estrategia de información pública de la misión.  UNAMSIL lideró el contingente paquistaní que se desplegó en la provincia oriental de Kono.  El contingente paquistaní fue extremadamente efectivo y pudo restaurar la paz y el orden en el área.  El esfuerzo realizado por el contingente pakistaní bajo el nombre de 'Campaña para ganar el corazón de Hearts and Minds' fue muy exitoso y ayudó a integrar a las comunidades y a la gente en general.  El Pak Batt - 8 dirigido por el teniente coronel Zafar y el comandante Qavi Khan se ganó la aclamación verdadera de la gente de Koidu.  Los dos oficiales del Ejército de Pakistán, en el contingente paquistaní, trabajaron incansablemente para afectar el corte transversal de la comunidad desde la construcción de escuelas, iglesias y mezquitas para organizar competiciones deportivas para niños y talleres para mujeres.  Impactaron en la vida cotidiana de la gente de una manera que dejó una huella duradera en la vida de la Gente de Koidu. 

### Policía civil
El Plan de Reintegración Militar tenía como objetivo reconstruir la situación de seguridad en Sierra Leona.  El objetivo era alcanzar una fuerza proyectada de 9.500 policías para el año 2005.  Para marzo de 2003, el programa llegó a entre 6,000 y 7,000 oficiales de policía, un número menor al esperado debido a la alta tasa de deserción.  La misión se centró en reclutar nuevos cadetes y ampliar la capacidad de la Escuela de Capacitación de la Policía.  Para el año 2005, la fuerza policial alcanzó la meta de 9.500 oficiales con la UNAMSIL capacitando a unos 4.000 en entrenamiento de campo de rutina y otros programas, incluidos conocimientos informáticos, derechos humanos y vigilancia policial en la extracción de diamantes.

### Crisis de rehenes
Los líderes de RUF en la provincia del Norte habían mostrado resistencia previa a los esfuerzos de DDR y llegaron a un centro de recepción de DDR en Makeni el 1 de mayo de 2000 para exigir la liberación de excombatientes.  Cuando el personal de la ONU se negó, los combatientes del FRU detuvieron a 3 observadores militares de la UNAMSIL y 4 kenianos de la fuerza de mantenimiento de la paz.  Más participación del RUF al día siguiente intentó desarmar a la UNAMSIL y provocó esfuerzos similares en otras áreas.  El personal y los materiales fueron interceptados y en pocos días, el RUF había incautado a casi 500 miembros del personal de la ONU.  Las tropas británicas se desplegaron el 7 de mayo para facilitar la evacuación de los nacionales, pero la presencia adicional aumentó la confianza de la UNAMSIL.  El antiguo poder colonial de Sierra Leona desplegó unas 900 fuerzas con un mandato de combate.  Una de las demandas principales del RUF fue la liberación de Foday Sankoh y otros líderes del gobierno de Sierra Leona.  Como resultado de la fuerte presión internacional y regional, se liberó a 461 miembros del personal de la ONU a través de Liberia entre el 16 y el 28 de mayo.  Este lanzamiento se produjo debido a la mediación del presidente liberiano, Charles Taylor, el principal patrocinador extranjero del RUF.  Una posterior misión de rescate en julio extrajo con éxito a 222 pacificadores indios y 11 observadores militares que estaban rodeados en Kailahun.  El personal de la ONU creció a más de 13,000 amenazas de seguridad en este momento.

### Abuya Cese al fuego de noviembre de 2000
El gobierno de Freetown hizo hincapié en perseguir una estrategia contraria a los rebeldes y no disminuir el esfuerzo de guerra, mientras que los intereses divergentes de la UNAMSIL presionaron para que se produjera otro alto el fuego.  Los intentos de la UNAMSIL y la CEDEAO para establecer contacto con el FRU tuvieron éxito en octubre de 2000 cuando los líderes del FRU expresaron su interés en un alto el fuego y el regreso al Acuerdo de Lomé.  Se convocó una reunión el 10 de noviembre de 2001 que llevó a un alto el fuego entre el gobierno y el FRU que incluyó el acuerdo para devolver todas las armas incautadas de la UNAMSIL y la reanudación inmediata del DDR.  La UNAMSIL fue designada como una función de monitoreo que permitía el acceso a todas las partes del país y ambas partes acordaron el movimiento sin restricciones de trabajadores y recursos humanitarios.  Aunque se presentaron señales mixtas a través de los medios de comunicación, los líderes del RUF reiteraron su compromiso con el acuerdo.

### Fin de la guerra
El 2 de mayo de 2001, la segunda reunión del Comité de los Seis del Consejo de Mediación y Seguridad de la CEDEAO abordó el alto el fuego que se había mantenido desde noviembre anterior.  Ambas partes reiteraron el compromiso con la libre circulación de personas y el recién entrenado Ejército de Sierra Leona, formado por personal del Reino Unido, ayudaría a controlar el alto el fuego.  La reunión abordó los ataques transfronterizos de Guinea y la transformación del RUF en un partido político.  A partir del acuerdo de noviembre de 2000, todas las armas incautadas de la ONU fueron devueltas antes del 31 de mayo de 2001.  Con Charles Taylor enfrentando sanciones, una prohibición de los diamantes y la presión internacional, así como la pérdida de tropas y prestigio en los ataques de Guinea, estos factores obstaculizaron gravemente la capacidad de Taylor para sostener la guerra fuera de sus fronteras.  Al perder el respaldo de un vecino poderoso y una serie de derrotas, un RUF débil aceptó los tratados y no logró incitar más violencia en la misma medida.  El 18 de enero de 2002, el presidente de Sierra Leona, Ahmed Tejan Kabbah, declaró oficialmente el fin de la guerra civil que había durado más de una década.  Hubo un total de 192 muertes en la ONU: 69 soldados, 2 observadores militares, 2 civiles internacionales, 16 civiles locales, 1 policía y 2 otros.
El 30 de junio de 2005, la Resolución 1610 del Consejo de Seguridad de las Naciones Unidas prorrogó el mandato de la UNAMSIL por un período final de seis meses, con planes de retirarse el 31 de diciembre de 2005.  Dos meses después, la resolución 1620 estableció la Oficina Integrada de las Naciones Unidas en Sierra Leona (UNIOSIL).  Hasta noviembre de 2005, el tamaño y la fuerza de la UNAMSIL se habían reducido significativamente, con un total de 1,043 efectivos uniformados aún en el país, incluyendo 944 trops, 69 observadores de milicias, 30 policías, 216 personal civil internacional y 369 personal civil local.  UNIOSIL entrará en funcionamiento el primero de enero de 2006; la estrategia de la misión de seguimiento se desarrolló conjuntamente con la UNAMSIL y el equipo de la ONU en el país para enfocarse en la reducción de la pobreza a través del marco de desarrollo de la ONU, así como para mantener la paz a través de la buena gobernanza económica.  La UNIOSIL finalizó en septiembre de 2008 y fue reemplazada por la Oficina Integrada de las Naciones Unidas para la Consolidación de la Paz en Sierra Leona (UNIPSIL).  El Consejo de Seguridad acordó por unanimidad retirar la UNIPSIL antes del 31 de marzo de 2014, aunque la oficina de la ONU en el país seguirá presente para continuar apoyando el proceso de revisión constitucional.  El exsecretario general de la ONU, Ban Ki-moon, viajó a Freetown, Sierra Leona, para celebrar el cierre de UNIPSIL, donde declaró: "Sierra Leona representa uno de los casos más exitosos de recuperación, mantenimiento de la paz y consolidación de la paz en el mundo".

## Legado
El establecimiento de la UNAMSIL constituyó un cambio de política en el mantenimiento de la paz de la ONU, ya que fue una de las primeras misiones en las que se permitió a las tropas de la ONU utilizar la fuerza.  Los diplomáticos canadienses en el Consejo de Seguridad y el gobierno de Sierra Leona abogaron por este cambio, mientras que todos los demás miembros del Consejo de Seguridad apuntaron a una misión de mantenimiento de la paz del Capítulo VI.  La misión canadiense al Consejo de Seguridad recibió al General Romeo Dallaire, comandante de la ONU durante el genocidio ruandés de 1994, quien es portavoz de las fuerzas de fuerza para hacer cumplir las fuerzas.  El Capítulo VII de la carta de la ONU describe el poder del Consejo de Seguridad para mantener la paz a través de las "medidas que considere necesarias", incluido el poder militar.  Cuando el Consejo de Seguridad cambió el mandato de la UNAMSIL, describieron la capacidad de: “tomar las medidas necesarias, en el desempeño de su mandato, para garantizar la seguridad y la libertad de movimiento de su personal y, dentro de sus capacidades y áreas de despliegue, para brindar protección a los civiles bajo la amenaza inminente de violencia física ” La capacidad de usar la fuerza fue un poderoso elemento disuasivo en el comercio ilícito de diamantes que alimentó el conflicto.  La UNAMSIL creó zonas de amortiguamiento entre escaramuzas en el distrito minero de Kono y logró ganar autoridad sobre áreas ricas en diamantes.  Antes de la UNAMSIL, el Consejo de Seguridad invocó principalmente el Capítulo VII para autorizar la fuerza a otros actores no pertenecientes a las Naciones Unidas.  Sin embargo, después del mandato de la fuerza del Capítulo VII para Sierra Leona, se ha utilizado de manera similar en otras dieciséis misiones de mantenimiento de la paz desde 1999.  A pesar de los contratiempos extremos a los que se enfrentó la misión con la captura de más de 500 miembros de las Naciones Unidas, el Consejo de Seguridad no retiró la misión.  A raíz de Ruanda y Somalia, esto representó otro cambio con el interés sostenido del Consejo de Seguridad y la participación bilateral del Reino Unido para llevar a cabo la misión. 